# Bruno Sx
 (juillet 2014).
Si vous disposez d'ouvrages ou d'articles de référence ou si vous connaissez des sites web de qualité traitant du thème abordé ici, merci de compléter l'article en donnant les références utiles à sa vérifiabilité et en les liant à la section « Notes et références ».
Bruno Bussotti, dit Bruno Sx ou Bruno Aissix, est un acteur pornographique français, né de parents italiens le 3 avril 1963.

## Biographie
Il débute dans les années 1990 et est toujours en activité[Quand ?]. Avant sa carrière de star du X, Bruno a été un pilote de motocross de haut niveau (top 5 français) et s'est également illustré en entraînant deux champions du monde de la spécialité.
En 2011, il joue dans le film DXK, inspiré de l'affaire Dominique Strauss-Kahn.
Bruno SX est marié avec l’actrice Tiffany Doll.

## Filmographie

### Films pornographiques

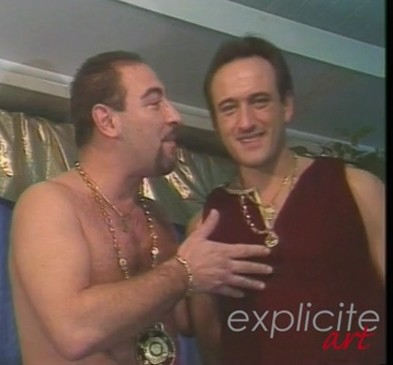
Bruno Sx (à droite) avec Roberto Malone dans une scène du film Cyberix, de John B. Root (1996).

- 1996 : Le Désir dans la peau (Marc Dorcel)
- 1996 : Cyberix de John B. Root
- 1997 : L'Indécente aux enfers (Marc Dorcel)
- 1999 : Le Prix de la luxure (Marc Dorcel)
- 1999 : À feu et à sexe (Alain Payet)
- 1999 : L'Espionne au sexe d'or (Jürgen Woolf)
- 1999 : La Dresseuse (Alain Payet)
- 1999 : Tatiana (Pierre Woodman)
- 1999 : Stavros
- 1999 : Niqueurs-nés de Fred Coppula (Blue One)
- 1999 : Machos (Fred Coppula)
- 2000 : Orgie en noir d'Ovidie (Marc Dorcel)
- 2000 : L'Enjeu du désir (Alain Payet)
- 2000 : La Marionnette (Alain Payet)
- 2000 : Tatiana 2 (Pierre Woodman)
- 2002 : La Soirée de connes de Patrice Cabanel (JTC Vidéo)
- 2004 : Infirmières de nuit (John Love)
- 2004 : La Rentation d'Anna (Silvio Bandinelli)
- 2004 : Protection très rapprochée (Hervé Bodilis)
- 2005 : Russian Institute: Lesson 5 (Hervé Bodilis)
- 2006 : Russian Institute: Lesson 8 (Hervé Bodilis)
- 2010 : Infidélité d'Ovidie
- 2011 : DXK de Christophe Clark
- 2011 : Journal d'une femme de chambre de Max Antoine (Fred Coppula Productions)
- 2012 : Scènes X de ménages (parodie)

### Autres
- 2002 : Choses secrètes de Jean-Claude Brisseau